# Gustl Gstettenbaur
Gustl Gstettenbaur (auch Gustl Stark-Gestettenbaur, Gustl Stark-Gstettenbauer, Gustl Stark-Gstettenbaur) (* 1. März 1914 als August Ludwig Gstettenbaur in Straubing; † 20. November 1996 in Hindelang) war ein deutscher Bühnen- und Filmschauspieler.

## Leben
Sein Vater war der Schreinermeister Theodor Gstettenbaur, seine Mutter dessen Ehefrau Franziska, geborene Schreiner. 1926 lernte er den Artisten Georg Stark kennen, der ihn zum Akrobaten ausbildete. 1927 traten die beiden in Berlin auf, wo Eugen Klöpfer auf den begabten Jungen aufmerksam wurde.
Seine erste Bühnenrolle hatte er mit 13 Jahren als Falstaffs Page in Heinrich IV. im Berliner Lessing-Theater. Bekannt wurde er vor allem durch die Darstellung des Piccolo Gustel in der Operette Im weißen Rössl von Ralph Benatzky, 1927 von Carl Boese rollenthematisch verfilmt als Der Piccolo vom Goldenen Löwen.
Fritz Lang holte ihn 1928 in Spione für eine kleine Nebenrolle an der Seite von Willi Fritsch zum Stummfilm. Durch seine Rolle als kindlicher Ausreißer in Langs nächstem Film Frau im Mond wurde 1929 erstmals auch ein größeres Publikum und die Filmkritik auf ihn aufmerksam.
1930 wurde in Berlin das auf ihn zugeschnittene Kinder-Bühnenstück Kakadu-Kakada von Carl Zuckmayer uraufgeführt.
Mit dem Aufkommen des Tonfilms wurden seine Engagements am Theater weniger, der Film trat in den Vordergrund. Unter anderem übernahm er Rollen in Delikatessen, Wien, du Stadt der Lieder, Mädchen zum Heiraten und Soldaten-Kameraden. 1941 heiratete er die Artistin Gracie Schenk, mit der er während des Zweiten Weltkriegs im besetzten Europa mit einer eigenen Schau zur Truppenbetreuung unterwegs war.
Seine Karriere setzte Gstettenbaur auch nach dem Krieg fort, ab 1947 zusammen mit seiner Frau in einer neuen artistischen Schau. 1950 fand er wieder Anschluss an die Filmindustrie, hauptsächlich in Musik- und Heimatfilmen. Hier arbeitete er u. a. mit den Regisseuren Peter Ostermayr und Anton Kutter zusammen. 1954 spielte er in Wenn ich einmal der Herrgott wär seine einhundertste Filmrolle. In den Jahren von 1969 bis 1971 spielte er in 5 Folgen der Serie Königlich Bayerisches Amtsgericht mit.
Von 1955 bis 1988 betrieb Gustl Gstettenbaur in Hindelang/Allgäu unter der Bezeichnung Filmstüberl "Bei Gustl" ein Gästehaus mit Café, daneben war er als Maler aktiv.
Er ruht auf dem Friedhof in Bad Hindelang.

## Auszeichnungen
- 1984: Verdienstorden der Bundesrepublik Deutschland
- 1985: Deutscher Filmpreis: Filmband in Gold für langjähriges und herausragendes Wirken im deutschen Film

## Filmografie (Auswahl)
- 1928: Der Piccolo vom Goldenen Löwen
- 1928: Die Räuberbande
- 1928: Wolga-Wolga
- 1929: Der Sonderling
- 1929: Der Kampf der Tertia
- 1929: Frau im Mond
- 1929: Die Herrin und ihr Knecht
- 1929: Großstadtkinder — Zwischen Spree und Panke
- 1930: Delikatessen
- 1930: Dolly macht Karriere
- 1930: Die Marquise von Pompadour
- 1930: Wien, du Stadt der Lieder
- 1930: Die zärtlichen Verwandten
- 1930: Kohlhiesels Töchter
- 1930: Königin einer Nacht
- 1931: Schuberts Frühlingstraum
- 1931: Der Storch streikt. Siegfried der Matrose
- 1931: Kyritz – Pyritz
- 1931: Im Banne der Berge (Der Wilderer von der Moosbacheralm)
- 1931: Der falsche Ehemann
- 1931: Elisabeth von Österreich
- 1931: Die Nacht ohne Pause
- 1932: Mädchen zum Heiraten
- 1932: Strich durch die Rechnung
- 1932: Das Geheimnis um Johann Orth
- 1932: Paprika
- 1933: Hochzeit am Wolfgangsee
- 1933: Gipfelstürmer
- 1933: Die kalte Mamsell
- 1934: Du bist entzückend, Rosmarie!
- 1934: Jungfrau gegen Mönch
- 1934: Bei der blonden Kathrein
- 1934: Ihr größter Erfolg
- 1934: Besuch am Abend
- 1934: Zu Straßburg auf der Schanz
- 1935: Der Vogelhändler
- 1935: Kampf um Kraft
- 1936: Standschütze Bruggler
- 1936: Der Jäger von Fall
- 1936: Soldaten – Kameraden
- 1937: Das Schweigen im Walde
- 1938: Musketier Meier III
- 1938: Frau Sixta
- 1939: Der Edelweißkönig
- 1939: Sommer, Sonne, Erika
- 1941: Der laufende Berg
- 1944: Die heimlichen Bräute
- 1950: Der Geigenmacher von Mittenwald
- 1951: Grenzstation 58
- 1951: Die Alm an der Grenze
- 1951: Der letzte Schuß
- 1952: Heimatglocken
- 1953: Geh mach Dein Fensterl auf
- 1953: Ehestreik
- 1953: Das Dorf unterm Himmel
- 1954: Unternehmen Edelweiß
- 1954: Wenn ich einmal der Herrgott wär
- 1955: Der dunkle Stern
- 1955: Das Lied von Kaprun
- 1955: Das Schweigen im Walde
- 1955: In Hamburg sind die Nächte lang
- 1956: Husarenmanöver
- 1956: Liebe, Schnee und Sonnenschein
- 1956: Heidemelodie
- 1956: Der Schandfleck
- 1957: Der Pfarrer von St. Michael
- 1957: Jungfrauenkrieg
- 1957: Jägerblut
- 1957: Der Edelweißkönig
- 1961: Vor Jungfrauen wird gewarnt
- 1961: Drei weiße Birken
- 1964: Die lustigen Weiber von Tirol
- 1967: Wiener Schnitzel
- 1969–1971: Königlich Bayerisches Amtsgericht
  - 1969: Der Marksteinrucker
  - 1969: Die alte Burgl
  - 1969: Der Parasit
  - 1971: Die Haberer
  - 1971: Der Bierpantscher
- 1974: Wetterleuchten über dem Zillertal